# هيو دبليو. ميرسير
هيو دبليو. ميرسير (بالإنجليزية: Hugh W. Mercer)‏ هو ضابط أمريكي، ولد في 27 نوفمبر 1808 في فريدريكسبيورغ في الولايات المتحدة، وتوفي في 9 يونيو 1877 في بادن بادن في ألمانيا.